# Palhal
Palhal es una localidad caboverdiana del municipio de Tarrafal de São Nicolau.

## Geografía
La localidad está situada en la isla de São Nicolau.

## Organización territorial
La localidad abarca los lugares y barrios de:
- Palhal de Baixo
- Palhal de Cima
- Topo de Palhal